# Cedusa wolcotti
Cedusa wolcotti är en insektsart som beskrevs av Frederick Arthur Godfrey Muir 1924. Cedusa wolcotti ingår i släktet Cedusa och familjen Derbidae. Inga underarter finns listade i Catalogue of Life.